# Gastón de Peralta, marqués de Falces
Gastón de Peralta, marqués de Falces, španski konkvistador, * 1510, † 1587.
de Peralta je bil podkralj Nove Španije med 16. oktobrom 1566 in 10. marcem 1568.